# اروین پیسکاتور
اروین فردریش ماکسیمیلیان پیسکاتور (۱۸۹۳-۱۹۶۶) Erwin Friedrich Maximilian Piscator کارگردان و تهیه‌کننده شهیر آلمانی و مبدع تئاتر روایی بود.

## فعالیت‌ها
وی با پشت سر گذاشتن تجربیاتی در تئاتر پرولتایی در ۱۹۲۰ و تئاتر مرکزی از ۱۹۲۱ تا ۱۹۲۴ به عنوان کارگردان در تئاتر فولکس بون استخدام شد. از ۱۹۲۴ تا ۱۹۲۷ کوشید درام پرولتایی را برای کارگران اجرا کند و در واقع یک دستگاه تبلیغاتی برای کمونیسم به وجود آورد. از ۱۹۲۷ تا ۱۹۲۸ تکنیک‌های وی باعث به وجود آمدن تئاتر روایی گردید که بعدها برتولت برشت نمایشنامه‌نویس شاخص آن گردید.

## آثار به عنوان کارگردان
- هورا و ما زندگی می‌کنیم اثر تولر
- بازنویسی راسپوتین اثر آلکسی تولستوی
- سرباز خوب اثر یاروسلاو هاشک

## کتابشناسی
- تئاتر سیاسی، مترجم : سعید فرهودی، قطره، 1381، شابک : 964-341-163-x

## فرار از آلمان
پیسکاتور با روی کار آمدن آدلف هیتلر در سال ۱۹۳۳ آلمان را ترک و در سال ۱۹۳۹ به آمریکا مهاجرت کرد. در آمریکا تا سال ۱۹۵۱ در نیواسکول و مرکز مطالعات اجتماعی تدریس می‌کرد و گه‌گاه نمایش‌هایی را در نیویورک و شهرهای دیگر آمریکا به صحنه برد.